# Jardín Botánico Mizzou
El Jardín Botánico Mizzou ( en inglés : Mizzou Botanic Garden) es un jardín botánico y arboreto que se encuentra esparcido a lo largo del campus de la Universidad de Misuri en Columbia, Estados Unidos

## Localización
Mizzou Botanic garden University of Missouri, DMCA General Services Building, Columbia, Boone county Misuri MO 65211, United States of America-Estados Unidos.
Planos y vistas satelitales.38°56′43.08″N 92°19′43.68″O / 38.9453000, -92.3288000
Está abierto a lo largo de todo el año y la entrada es gratuita, aunque se admiten donativos para su mantenimiento. En el "Reynolds Alumni Center" se organizan recorridos con guía todo el año para grupos a partir de seis personas mínimo. 

## Historia
El Mizzou Botanic Garden fue establecido en 1999, bajo administración de "Chancellor Richard Wallace" como parte de los esfuerzos de embellecimiento del campus. 
En agosto del año 2009 se celebró su 10º aniversario. Desde su creación el jardín botánico ha sido un museo de la vida donde miles de plantas se han cultivado cada año para crear un medio ambiente fértil para la educación de investigadores, estudiantes y educadores. 

## Colecciones
Actualmente consta de once jardines temáticos y siete jardines de colecciones especiales distribuidos a lo largo de todo el Campus de Mizzou. Muchos de ellos han sido creados gracias a la generosidad de alumnos y simpatizantes que aman este campus y apoyan todo lo que significa tanto su paisaje como su significado educativo para la universidad de Mizzou. 
- Arboretum en el McAlester Park 4 acres (1.6 hectáreas), con más de 100 árboles pertenecientes a 43 especies.
- Jardín de lirios Asiáticos y Orientales.
- Estatua de Beetle Bailey (Escarabajo Bailey) y jardín: el personaje de cómic "Beetle Bailey" y los jardines que lo rodean son un homenaje a Mort Walker, creador de Beetle Bailey y distinguido alumno de la MU.
- Bulb Display Garden (Jardín de Exhibición de Bulbos).
- Butterfly Garden (Jardín de las Mariposas).
- Daylily Garden (Jardín de los Lirios de un Día): con más de 50 cultivares de híbridos donados por la "Central Missouri Hemerocallis Society".
- Ellis Perennial Garden.
- Colección de Hydrangeas: con 10 variedades del género Hydrangea.
- Jefferson Garden: Incluye cardinal flower, columbine, Virginia bluebells, sweetshrub, y Rosa de Sharon. También se encuentran en el jardín, una escultura en bronce de Thomas Jefferson, además de la lápida original de su tumba, y un sencillo obelisco, situado en lo que una vez fue la tumba de Jefferson.
- Life Sciences Discovery Garden (Jardín Descubrimiento de las Ciencias de la Vida).
- Mel Carnahan Quadrangle.
- Memorial Union Gardens.
- Native Missouri Tree Collection (Colección de Árboles Nativos de Missouri).
- Peony Garden (Jardín de las Peonías: cultiva peonias, lilas y otras plantas de las que estaba de moda su cultivo en los antiguos jardines.
- Perennial Phlox Garden (Jardín de Phlox Perennes): cultiva 11 variedades de plantas perennes de phlox y rosas inglesas.
- Rothwell Family Garden (Jardín de la Familia Rothwell).
- The Gardens on David R. Francis Quadrangle: más de 100 plantas perennes herbáceas resistentes al clima de Colombus, con arbustos ornamentales, árboles y flores anuales distribuidos por todo el jardín.

- Tiger Plaza.

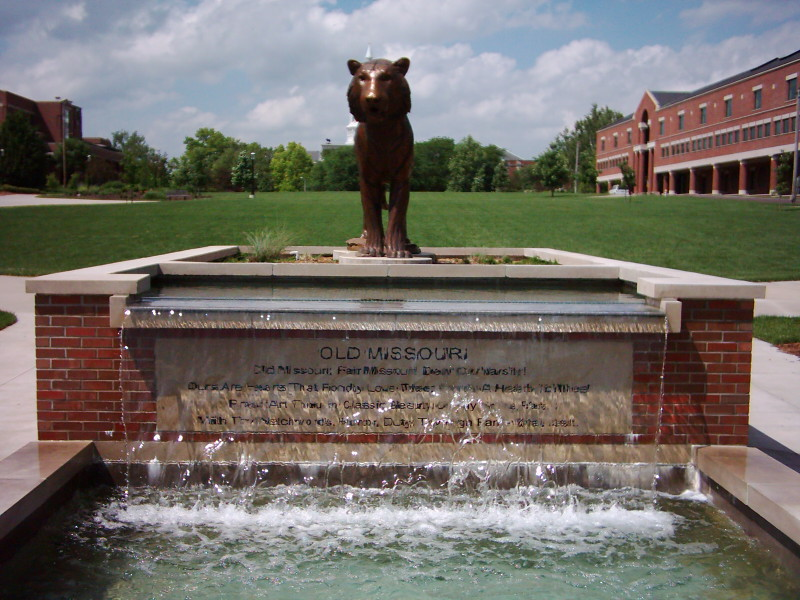
El tigre de la Tiger Plaza.

- Tree Trails (Senda de los Árboles): hay tres senderos con placas e indicaciones para resaltar los árboles del campus.
- Wildlife Pond (Charca de Vida Silvestre): en la década de 1920, un manantial al norte de "Stephens Hall" fue transformado en una charca rodeada por un jardín japonés con un puente y una puerta de pagoda arqueados. Recientemente se han añadido varias plantas acuáticas nativas de Misuri, incluyendo lirios de agua, Iris, Pontederias y Thalias.

El jardín incluye iconos famosos, tales como la lápida original de la tumba de Thomas Jefferson y las columnas que se salvaron del incendio del año 1892 del "Academic Hall".